# Charles-Jean-Baptiste Stehlé
Charles-Jean-Baptiste Stehlé, francoski general, * 1883, † 1960.